# Danièle Graule
Danièle Graule, művészneve Dani (Castres, 1944. október 1. – Tours, 2022. július 18.) francia énekesnő és színésznő.

## Élete
1963-ban költözött Párizsba. 
Az 1974-es Eurovíziós Dalfesztivál francia résztvevője lett volna, azonban Georges Pompidou köztársasági elnök halála miatt nem indult el a versenyen.

## Filmográfia (válogatás)
- 1964: La Ronde
- 1964: La chance et l’amour
- 1971: Tumuc Humac
- 1973: Un officier de police sans importance
- 1973: Amerikai éjszaka (La nuit américaine)
- 1977: Les anneaux de Bicêtre
- 1979: Menekülő szerelem L’amour en fuite
- 1988: Une affaire de femmes
- 1994: J’ai pas sommeil
- 2003: Violence des échanges en milieu tempéré
- 2003: Les clefs de bagnole
- 2006: Fauteuils d’orchestre
- 2012: Parlez-moi de vous
- 2013: Jack et la mécanique du cœur (hang)

## Fordítás
- Ez a szócikk részben vagy egészben  a   Dani (Schauspielerin) című német Wikipédia-szócikk ezen változatának fordításán alapul.  Az eredeti cikk szerkesztőit annak laptörténete sorolja fel. Ez a jelzés csupán a megfogalmazás eredetét és a szerzői jogokat jelzi, nem szolgál a cikkben szereplő információk forrásmegjelöléseként.